# Серенгети не бива да загине
„Серенгети не бива да загине“ (на немски: Serengeti darf nicht sterben) е германски документален филм от 1959 година. Посветен е на националния парк „Серенгети“ в Танзания.
Сценарист и режисьор е Бернхард Гжимек. Михаел Гжимек, неговият син, който също заснема филма, загива при самолетна катастрофа по време на снимките.
През 1960 година филмът получава наградата „Оскар за документален филм“.